# Liste der saudi-arabischen Botschafter in Spanien

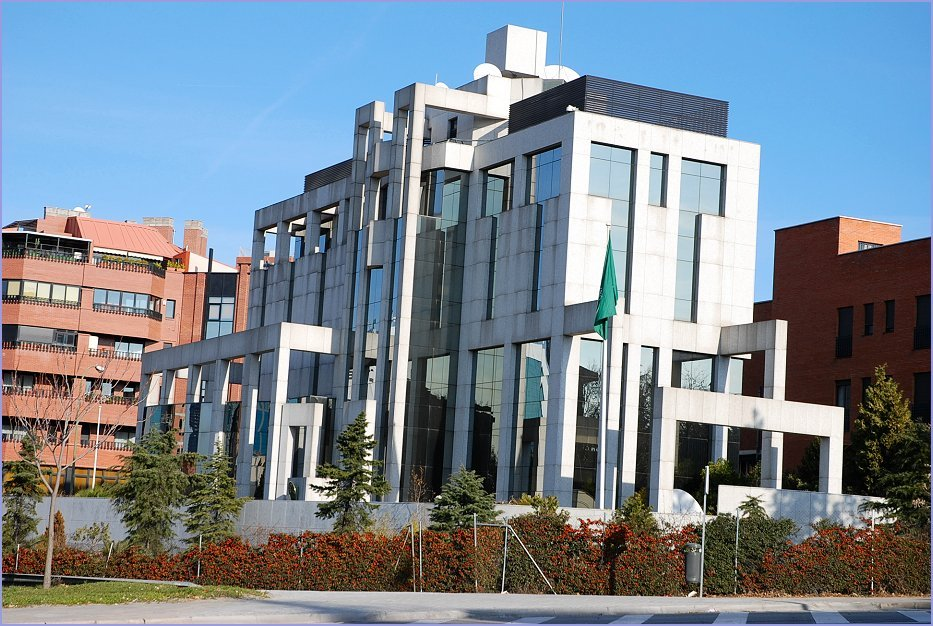
Saudi-arabische Botschaft, Cuesta Sagrado Corazón, 2, Madrid

Die Liste saudi-arabischer Botschafter in Spanien enthält die Namen der Diplomaten aus Saudi-Arabien, die in der Zeit von 1955 bis heute (2011) in der Botschaft im Königreich Spanien in Madrid tätig waren.

## Botschafter
Die Liste erhebt noch keinen Anspruch auf Vollständigkeit.
| Ernennung / Akkreditierung | Name                                | Bemerkungen | ernannt von            | akkreditiert bei | Posten verlassen |
| -------------------------- | ----------------------------------- | ----------- | ---------------------- | ---------------- | ---------------- |
| 1. Dez. 1955               | Medhat Sheikh el-Ard                |             | Saud ibn Abd al-Aziz   | Francisco Franco | 1961             |
| 1961                       | Faisal Al-Hegelan                   |             | Saud ibn Abd al-Aziz   | Francisco Franco | 1966             |
| 1969                       | Yussef Al-Fawzah                    | [ 1 ]       | Faisal ibn Abd al-Aziz | Francisco Franco |                  |
| 1973                       | Nasser Almanqour                    |             | Faisal ibn Abd al-Aziz | Francisco Franco | 1982             |
| 1982                       | Mohammed Nuri Ibrahim               |             | Fahd ibn Abd al-Aziz   | Juan Carlos I.   | 1987             |
| 1997                       | AbdulAziz Al-Thenean Al-Saud        |             | Fahd ibn Abd al-Aziz   | Juan Carlos I.   | 2000             |
| 2009                       | Saud Bin Naif Bin Abdulaziz al Saud | [ 2 ]       | Saud ibn Abd al-Aziz   | Juan Carlos I.   |                  |
| 21. Juni 2012              | Mansour Khalid Al Farhan Al Saud    | [ 3 ]       | Salman ibn Abd al-Aziz | Juan Carlos I.   |                  |